# Альфа Змеи
α Змеи (Сердце Змеи (лат. Cor Serpentis), Унук-Эльхайя, Унук Альхайя, или Унук аль Хай (Unukalhai), что означает «шея змеи») — двойная звезда в созвездии Змеи. Самая яркая звезда созвездия: её видимая звёздная величина — 2,64m. Расположена около небесного экватора и доступна наблюдению невооружённым глазом практически из любой точки Земли. Расстояние до неё, судя по измерениям параллакса, составляет около 74 световых лет (22,6 парсека).

## Свойства
α Змеи — гигант спектрального класса K2 III, истративший водород в своём ядре и сошедший с главной последовательности в процессе своей звёздной эволюции. Интерферометрические измерения углового диаметра этой звезды после поправки на потемнение к краю дают результат 4,85 ± 0,05 × 10-3 угловых секунд, что, в свою очередь, соответствует радиусу примерно в 12 раз больше радиуса Солнца. Эффективная температура внешней оболочки достигает 4498 K, что соответствует ярко-оранжевому цвету, характерному для звёзд класса К.
Светимость звезды примерно в 38 раз больше солнечной в оптическом спектре и в 32 раза больше — в инфракрасном. Имеет спутник величиной +11,8m, находящийся на угловом расстоянии 58".

## В литературе
В окрестностях α Змеи происходит действие научно-фантастической повести Ивана Ефремова «Сердце Змеи».